# Actors Studio

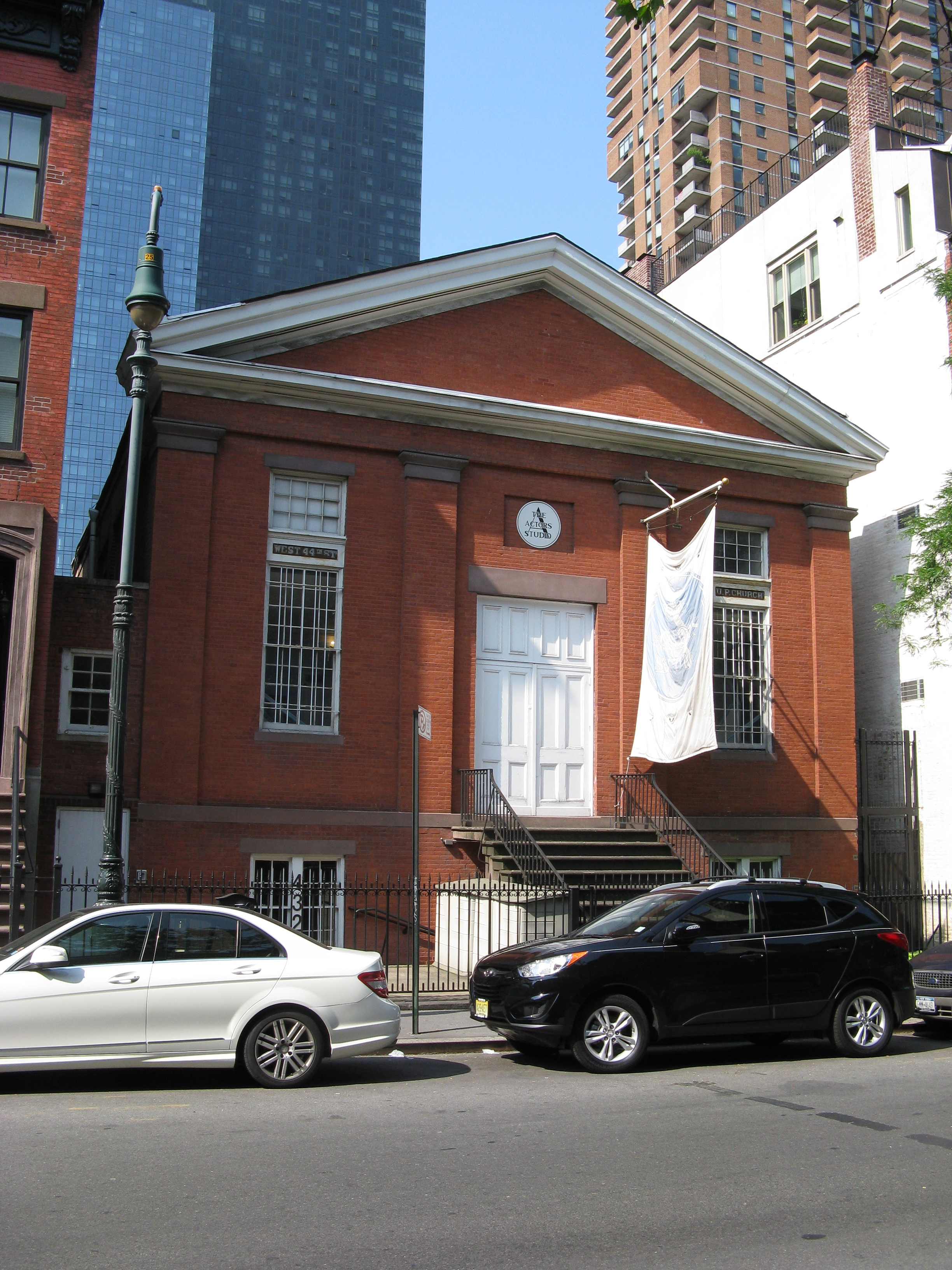

Actors Studio – amerykańskie stowarzyszenie zrzeszające aktorów, reżyserów teatralnych i dramatopisarzy. Zostało założone w 1947 roku przez Elię Kazana, Cheryl Crawford i Roberta Lewisa. W 1949 roku dołączył Lee Strasberg, który został jego kierownikiem w 1952 roku.
Z założenia był to rodzaj warsztatów aktorskich, a nie szkoła. Actors Studio przyświecało założenie realizmu w grze aktorskiej (metoda Stanisławskiego).
W warsztatach Actors Studio uczestniczyli m.in. Marlon Brando, James Dean, Dustin Hoffman, Tom Cruise, Al Pacino i Robert De Niro.

## Sławni absolwenci
- Edward Albee
- Carmen Argenziano
- Elżbieta Słoboda
- Carroll Baker
- Joe Don Baker
- Barbara Bain
- James Baldwin
- Anne Bancroft
- Ellen Barkin
- Marlon Brando
- Ellen Burstyn
- Nandita Chandra
- Hayden Christensen
- Lee J. Cobb
- Montgomery Clift
- Bruce Dern
- Robert De Niro
- James Dean
- Jane Fonda
- James Gandolfini
- Robert Ginty
- David Groh
- Lance Henriksen
- Steven Hill
- Pat Hingle
- Dustin Hoffman
- Kim Hunter
- Anne Jackson
- Salome Jens
- Harvey Keitel
- Bruno Kirby
- Martin Landau
- Diane Ladd
- Brandon Lee
- Norman Mailer
- Karl Malden
- Terrence McNally
- Steve McQueen
- Allan Miller
- Marilyn Monroe
- Paul Newman
- Jack Nicholson
- Gerald S. O’Loughlin
- Al Pacino
- Geraldine Page
- Estelle Parsons
- Chazz Palminteri
- Will Patton
- Tracy Pollan
- Sidney Poitier
- Michael J. Pollard
- Ginette Reno
- Julia Roberts
- Mickey Rourke
- Eva Marie Saint
- Gene Saks
- P.J. Soles
- Sissy Spacek
- Kim Stanley
- Maureen Stapleton
- Rod Steiger
- Eric Stoltz
- Susan Strasberg
- Rip Torn
- Christopher Walken
- Eli Wallach
- Gene Wilder
- Tennessee Williams
- Shelley Winters
- Joanne Woodward